# Soapy Smith

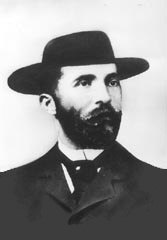
Soapy Smith (1860–1898)

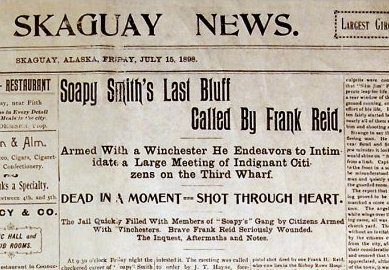
15. Juli 1898: Smiths Tod ist die Schlagzeile der Zeitung von Skagway

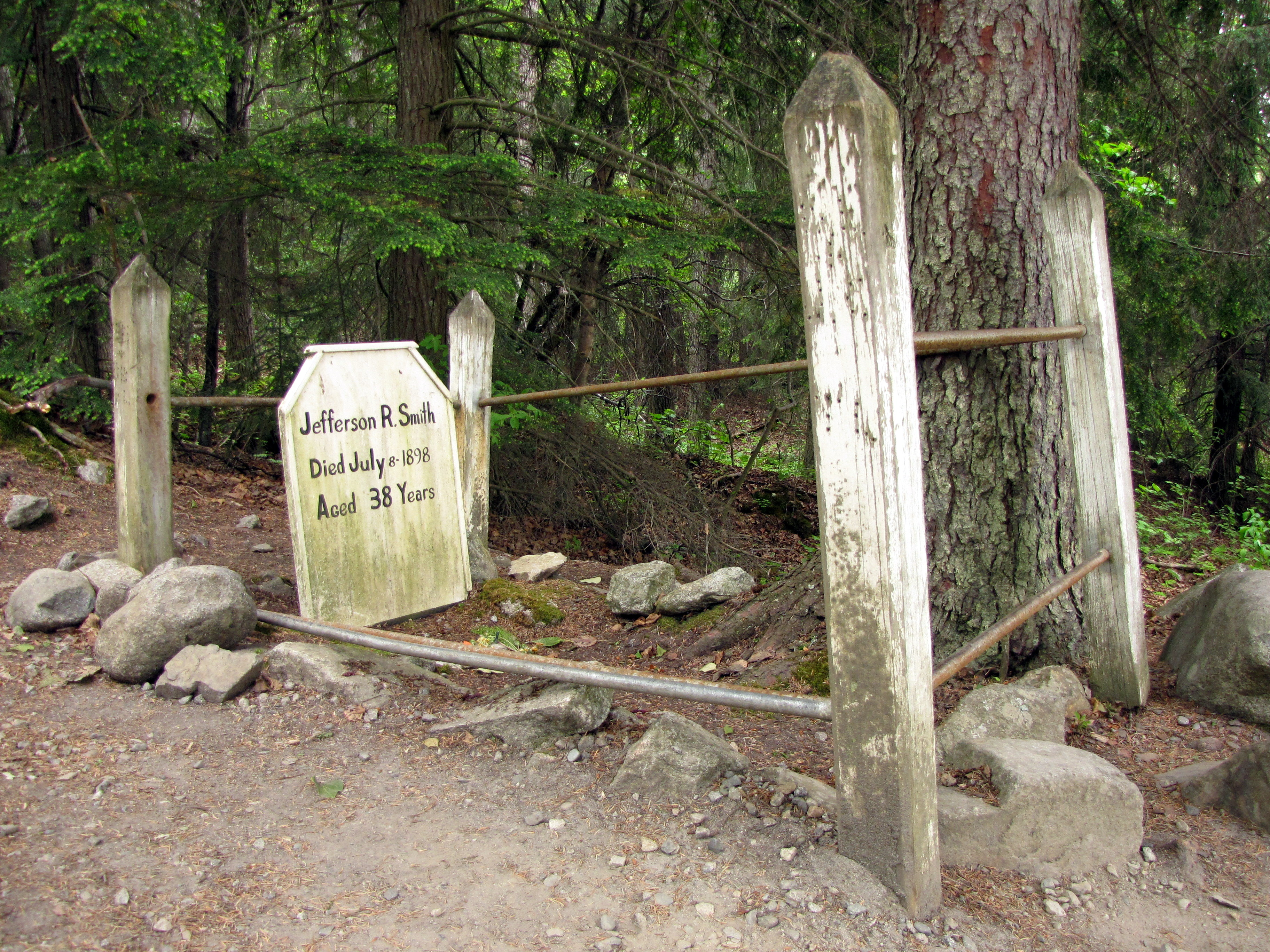
Grab von Smith

Jefferson Randolph Smith (* 1860 in Georgia; † 8. Juli 1898 in Skagway, Alaska), genannt Soapy Smith, war ein amerikanischer Geschäftsmann, Trickbetrüger und Bandit.
Wohlstand und seinen Spitznamen erlangte Smith in Denver, Colorado, durch den Verkauf von Seifenstücken, unter denen angeblich eines mit einem versteckten 100-US-Dollar-Schein war. Nach einer missglückten Wahlmanipulation wurde er aus der Stadt vertrieben.
Im August 1897 ging Smith von den Silberfeldern bei Creede in Colorado nach Skagway in Alaska  am Fuß des White Pass. Während die meisten Männer in den kalten Flüssen nach Gold suchten, betrieb Soapy Smith dort ein Telegrafenamt, die einzige Verbindung mit der Außenwelt und den Verwandten der Goldsucher. Ein Telegramm kostete 5 Dollar. Das Geschäft kam zum Erliegen, als jemand herausfand, dass das Kabel nach Seattle nach wenigen hundert Metern im Schnee endete.
Zum Kummer der Bürger hielten Soapy Smith und seine Revolverhelden die Stadt Skagway nach wie vor fest in Händen. Am 8. Juli 1898 stellte sich ihm der Landvermesser Frank H. Reid bei den Docks entgegen. Smith schoss auf Reid mit einer Winchester, Reid schoss mit seiner Smith & Wesson zurück. Soapy Smith wurde ins Herz getroffen und starb sofort. Frank Reid verstarb am 20. Juli an seinen Schussverletzungen, da seine Hüfte von einer Kugel zerschmettert worden war. 
Beide Gräber sind heute noch im Gold Rush Cemetery von Skagway zu finden. Das Grab von Frank H. Reid stellt dabei eine der Hauptattraktionen des historischen Friedhofs dar.